# 雲外憧憬
「雲外憧憬」（うんがいしょうけい）は、日本の2人組音楽ユニット、FantasticYouthの1枚目のシングルである。2021年12月15日にユニバーサルミュージックより発売された。

## 概要
表題曲はテレビ朝日系列「NUMAnimation」枠で2021年10月9日から放送されたテレビアニメ『ワールドトリガー』第3シーズンのエンディングテーマに使用された。FantasticYouthにとっては初のバラード曲であるとともに、初のアニメタイアップ曲となった。作詞はOnyu、作曲・編曲はLowFat。カップリング曲は表題曲の英語バージョンと「東京青走」。後者は中古車検索サイトのグーネットのイメージソングとして使用された。ジャケットには『ワールドトリガー』との描き下ろしコラボイラストが用いられた。

## 楽曲解説

### 「雲外憧憬」
「雲外憧憬」は『ワールドトリガー』第3シーズンのエンディングテーマである。タイトルの雲外は「雲の外」「空のはるか遠い所」「雲上」、憧憬は「憧れ」を意味し、「雲外憧憬」は雲の上にあるような遠い別世界に憧れる様を表している。『ワールドトリガー』第3シーズンでは、ネイバーフッド遠征部隊に加わることを目指している、三雲修・空閑遊真・雨取千佳・ヒュースの挑戦が描かれており、未知の世界に対する彼らの憧れや希望が歌われている。FantasticYouthはアニメ第1シーズンからのファンで、『ワールドトリガー』の世界や登場人物たちを思い描きながら制作したという。Onyuの透明感と力強さのある歌声と、LowFatによる独特かつ印象的なメロディラインが特徴で、アニメの余韻を感じさせる楽曲となっている。
2021年10月23日に英語訳のタイトル「Aspiration Beyond The Clouds」でテレビサイズが公開され、翌日の10月24日に『ワールドトリガー』第3シーズンのエンディングのノンテロップ映像が公開された。12月14日にはフルサイズと英語バージョンが公開され、さらにその翌日の12月15日にMVが公開された。
シングル発売とMV公開を記念して、デジタル再生キャンペーンが実施された。

### 「東京青走」
「東京青走」は、中古車検索サイト、グーネットをイメージして書き下ろされた。2021年4月28日にFantasticYouthのメジャーデビューEP『BlueGuns』が発売された2日後の4月30日にコラボMVが公開された。

## 収録曲
| 全作曲・編曲: LowFat。 |                            |                |            |      |
| #                      | タイトル                   | 作詞           | 作曲・編曲 | 時間 |
| 1.                     | 「雲外憧憬」               | Onyu           | LowFat     | 3:46 |
| 2.                     | 「雲外憧憬」(English ver.) | Onyu、ゆり     | LowFat     | 3:46 |
| 3.                     | 「東京青走」               | FantasticYouth | LowFat     | 2:59 |
| 合計時間:              | 合計時間:                  | 合計時間:      | 10:31      |      |